# Almost Christmas
Almost Christmas je americké vánoční komediální drama z roku 2016. Režie a scénáře se ujal David E. Talbert. Ve filmu hrají Kimberly Elise, Mo'Nique, Nicole Ari Parker, Gabrielle Union, Keri Hilson, Jessie Usher, Danny Glover, Omar Epps, John Michael Higgins a Romany Malco.
Film měl premiéru v Los Angeles 3. listopadu 2016 a do kin byl oficiálně uveden 11. listopadu 2016. Film získal mic recenzí od kritiků a vydělal přes 28 milionů dolarů.

## Děj
Walter (Danny Glover) přišel o svojí manželku (Rachel Kylian) před rokem. Nyní nastal vánoční čas a pozval své čtyři děti a zbytek rodiny na tradiční oslavu. Walter však ví, že pokud jeho dcery Rachel (Gabrielle Union) a Cheryl (Kimberly Elise) a synové Christian (Romany Malco) a Evan (Jessie Usher) dokážou strávit pět společných dnů pod jednou střechou, bude to vánoční zázrak.

## Obsazení
| Kimberly Elise        | Dr. Cheryl Meyers |
| Omar Epps             | Malachi           |
| Danny Glover          | Walter Meyers     |
| John Michael Higgins  | Brooks            |
| Rachel Kylian         | Grace Meyers      |
| Monica Brown          | servírka          |
| Romany Malco          | Christian Meyers  |
| Mo'Nique              | teta May          |
| Nicole Ari Parker     | Sonya Meyers      |
| J. B. Smoove          | Lonnie            |
| Gabrielle Union       | Rachel Meyers     |
| Keri Hilson           | Jasmine           |
| Jessie Usher          | Evan Meyers       |
| DC Young Fly          | Eric              |
| Gregory Alan Williams | pastor Browning   |
| Nadej K. Bailey       | Niya              |
| Tara Jones            | Lucy              |
| Ric Reitz             | trenér Packer     |
| Gladys Knight         | Dorothy           |

## Produkce
27. dubna 2015 studio Universal Pictures odkoupilo scénář A Meyers Thanksgiving od Davida E. Talberta, který film nakonec také zrežíroval. Film se přejmenoval na A Meyers Christmas, který se odehrává kolem Vánoc. V dubnu 2016 studio přejmenovalo film na Almost Christmas. Natáčení začalo 2. listopadu 2015 v Atlantě v Georgii.

## Přijetí
V Severní Americe byl oficiálně uveden s filmy V pasti a Příchozí. Za první víkend docílil čtvrté nejvyšší návštěvnosti, kdy vydělal 15,6 milionů dolarů. Umístil se za filmy Doctor Strange (42,9 milionů dolarů), Trollové (34,9 milionů dolarů) a novinkou Příchozí (24 milionů dolarů).Za druhý víkend získal 7,2 milionů dolarů.
Film získal mix recenzí od kritiků. Na recenzní stránce Rotten Tomatoes získal z 48 započtených recenzí 50 procent s průměrným ratingem 5,5 bodů z deseti. Na serveru Metacritic snímek získal z 27 recenzí 55 bodů ze sta.